# 양상 (전한)
양상(梁相, ? ~ ?)은 전한 말기의 관료로, 자는 자하(子夏)이며 하동군 사람이다.

## 행적
대사농·정위를 역임하였다.
태초원장 원년(기원전 5년), 애제는 조서를 내려 정사를 농단한 하하량(夏賀良)·정광세(丁廣世)·곽창(郭昌)과 이들을 후원한 사례교위 해광·황문시랑(黃門侍郞) 이심을 벌하도록 하였다. 양상은 광록훈 평당·광록대부 둔막여·어사중승(御史中丞)과 함께 사건을 심리하였고, 하하량·정광세·곽창은 주살되고 해광·이심은 돈황으로 유배되었다.
건평 3년(기원전 4년), 동평양왕이 애제를 저주한 혐의로 체포되었다. 양상은 승상장사·어사중승과 함께 사건을 조사하였는데, 봄까지 20일밖에 남지 않아 시간이 매우 촉박하였다. 양상은 동평양왕이 누명을 쓴 것이고, 감옥에서의 자백은 거짓이 아닐까 생각하여 장안에서 대신들이 함께 조사할 것을 건의하였다. 상서령 국담(鞫譚)과 상서복야(尙書僕射) 종백봉 또한 이에 동의하였으나, 애제는 이들이 자신이 병든 것을 알고는 늑장을 부려 사태를 관망하고, 동평양왕으로 하여금 겨울을 넘기게 하려는 것이라고 여겨, 모두 파면시켜 서인(庶人)으로 만들었다.
원수 2년(기원전 1년), 대리로 복직되었으나 2년 후 관리의 승진 절차에 비리를 저질러 파면되었다.

## 출전
- 반고, 《한서》 권19하 백관공경표 下·권86 하무왕가사단전